# Emsigerland

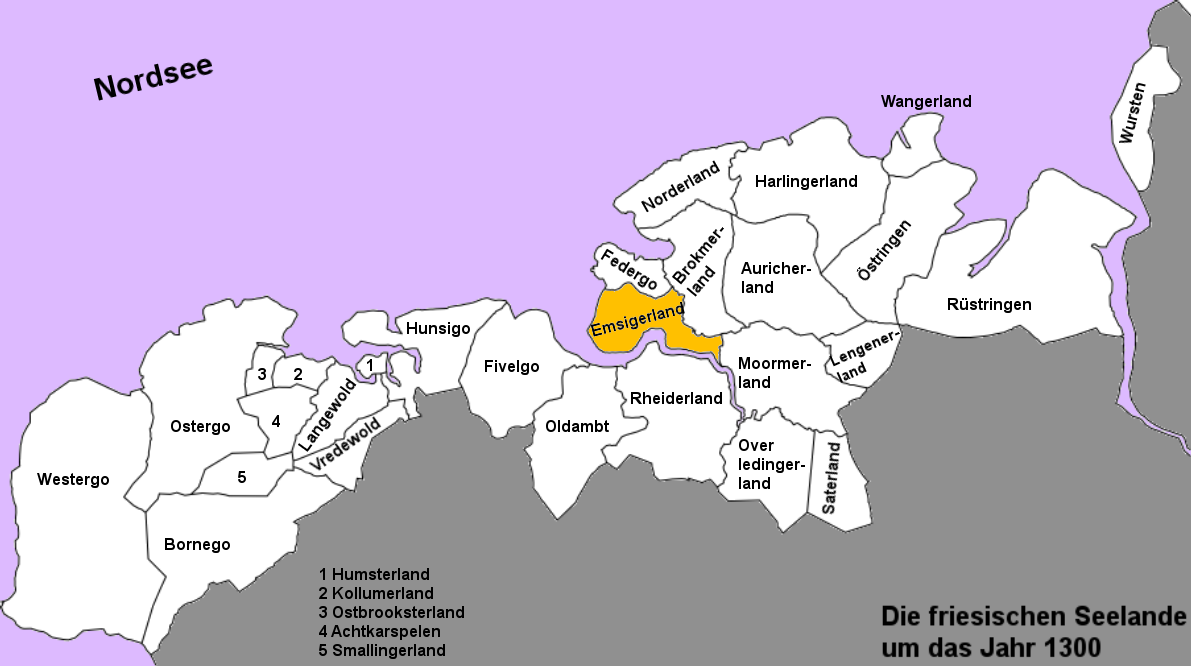
Das Emsigerland um 1300

Das Emsigerland ist eine historische Landschaft am westlichen Rand Ostfrieslands direkt am Wattenmeer und umfasst ein weites Gebiet rund um die Stadt Emden. Das Emsigerland grenzt im Norden an den Federgau, im Nordosten an das Brookmerland, im Osten an das Moormerland und im Süden an das Rheiderland.
Das Emsigerland ist aus einer historischen Landesgemeinde, dem Emsgau, hervorgegangen, dessen wirtschaftlichen Schwerpunkt es bildete. Anders als im restlichen Ostfriesland etablierte sich dort kein Häuptlingssystem, die Länder des Emsgo und damit auch das Emsigerland blieben autonom. Dies änderte sich 1379, als die Region von den tom Brok in Besitz genommen wurde, deren Erbe die Cirksena antraten.